# Семёнов, Владимир Олегович
Влади́мир Оле́гович Семёнов (род. 30 июля 1972 года, в Москве) — российский политик, общественный деятель, писатель, публицист, культуртрегер.
Сопредседатель Общероссийской общественной организации «Экологическая палата России», главный редактор газеты «ГРИН СИТИ» и проекта Green City TV, президент Русского ПЕН-центра, главный редактор интернет канала Библио TV.
C ноября 2013 года — Сопредседатель Координационного совета Экологической палаты России.
Бывший депутат Государственной Думы России третьего созыва (1999—2003), член фракции «Союз правых сил»; бывший лидер «Партии прав человека».

## Образование
- 1994 год — окончил Московский государственный педагогический университет им. В. И. Ленина, факультет иностранных языков.
- 1994—1995 гг. — преподавал политологию на факультете социологии, экономики и права, окончил аспирантуру.

## Биография
В 1992 году вступил в партию «Возрождение» (ПВ) во главе с Валерием Скурлатовым, которая была создана на базе Российского народного фронта и имела имперско-патриотическую ориентацию, потом была переименована в Либерально-патриотическую партию «Возрождение».
В 1994 году принял предложение фракции партии «Яблоко» создать молодёжное «Яблоко».
В 1995 году был зарегистрирован «Молодёжный союз „Яблоко“». В 1995 году баллотировался в Госдуму по списку «Яблока», но безуспешно.
В 1996 году был одним из создателей Молодёжной парламентской ассамблеи (МПА) — молодёжного совета при председателе Государственной Думы Иване Рыбкине. Избран Первым заместителем Председателя МПА.
В 1997 году создал Клуб молодых политиков при Горбачев-фонде, стал председателем клуба, который состоял из участников Молодёжной парламентской ассамблеи. В том же году предложил руководителю телеканала ТВ6 Ивану Демидову создать политическую версию популярной программы «Акулы пера», которая стала выходить под названием «Акулы полит-пера». Первым гостем новой программы стал Михаил Горбачев, которого как молодой помощник представлял В. Семенов.
Гостями программы также стали Галина Старовойтова, Владимир Жириновский, Александр Лебедь, Лев Рохлин, Эдуард Лимонов, Геннадий Зюганов. В 1998 году программа «Акулы полит-пера» была закрыта.
7 декабря 1998 года зарегистрировал всероссийское движение «Поколение свободы».
В 1999 году «Поколение Свободы» стало одним из движений, сформировавших избирательный блок «Единство». Избирался в ГД от блока «Единство».
27 февраля 2001 года от имени «Поколения свободы» заявил о преобразовании движения в «Партию свободы», основной задачей которой была объявлена защита прав человека.
23 апреля 2001 года ушёл из фракции «медведей» вместе с 3-я другими депутатами ГД, представлявшими движение «Поколение свободы»: Александром Баранниковым, Андреем Вульфом и Владимиром Коптевым-Дворниковым. На следующий день депутаты Владимир Коптев-Дворников, Владимир Семёнов, Александр Баранников и Андрей Вульф были приняты во фракцию «Союз правых сил»
После Государственной Думы в 2004 году баллотировался на должность Губернатора Алтайского края, против действующего губернатора Александра Сурикова. Выступал с жесткими разоблачительными заявлениями в адрес губернатора, обвиняя его окружение в коррупции.
В результате жесткой разоблачительной кампании Александр Суриков проиграл выборы и губернатором Алтайского края стал актёр Михаил Евдокимов.
С 2004 года возглавляет некоммерческую организацию «Московский Европейский клуб».
С 2005 по 2008 год — советник Министра культуры и массовых коммуникаций РФ Александра Соколова Соколов, Александр Сергеевич (музыковед).
В 2007 году баллотировался в Государственную Думу в федеральной тройке Экологической партии «Зелёные» (в тройку также входили лидер партии Анатолий Панфилов и телеведущая Светлана Конеген). Центризбирком снял партию с выборов.
В 2008 году работал советником Губернатора Тверской области Дмитрия Зеленина по вопросам культуры.
В декабре 2009 года вместе с бывшими депутатами Государственной Думы Александром Косариковым и Владимиром Коптевым-Дворниковым создал общероссийское общественное движение «Российское зелёное движение», которое в 2011 году было переименовано в Движение «Зелёный век».
В апреле 2016 года был назначен директором Библиотеки искусств им. А. П. Боголюбова.
С июня 2021 года — директор библиотеки «Дом А. Ф. Лосева»
15 сентября 2022 года избран Президентом Русского ПЕН-центра, сменив на этом посту прозаика Евгения Анатольевича Попова

## Взгляды и творчество
Автор книги о дендизме как стиле жизни «Искусство антигламура, или Практическое пособие по дендизму».
Неоднократно выступал с осуждением сторонников группы Pussy Riot и критиков церкви
С 2005 по 2008 гг., как председатель некоммерческого партнёрства «Московский европейский клуб» выступил автором и генеральным продюсером крупного международного проекта — «Московской Европейской премии», проводимой при поддержке Министерства культуры и массовых коммуникаций России. В номинации «Культурное наследие» лауреатом премии стала директор Музея изобразительных искусств им. Пушкина Ирина Антонова, в номинации «Кино и театр» — кинорежиссёр Андрей Звягинцев, в номинации «Музыка» — композитор Эдуард Артемьев. Премию в номинации «Образование и наука» получил ректор РГГУ Ефим Пивовар, в номинации «Мода и стиль» — модельер Вячеслав Зайцев. В номинации «СМИ» лауреатом стал глава ВГТРК Олег Добродеев, а в номинации «Современное искусство» — директор Московского дома фотографии Ольга Свиблова. Кроме того, было объявлено две специальных номинации: за достижения в области дипломатии премию получил заместитель председателя комитета Совета Федерации по международным делам, первый посол РФ при Европейском Союзе Василий Лихачев, а в номинации «Политика и гражданское общество» премия присуждена Михаилу Горбачеву .
В 2010—2011 годах выступил автором и генеральным продюсером двух фестивалей экологического искусства в рамках официальной программы Года кино (2010) и Года театра (2011) «Культурной Олимпиады» Оргкомитета Сочи-2014.В 2010 году — фестиваля экологического кино «Зелёная гвоздика»   и в 2011 году — Фестиваля экологического искусства GREEN ART- "Театр экологической и моды и танца «Зелёный век» 
В 2013 году в рамках Года охраны окружающей среды в России выступил автором идеи и генеральным продюсером Российской экологической недели — крупного фестиваля, объединяющего все составляющие экологического стиля жизни от культуры и искусства до экологической ответственности предприятий, которая прошла в мае 2013 г. в Москве в центральном выставочном зале «Манеж». В рамках Российской экологической недели в «Манеже» состоялись Фестиваль экологического искусства, Русская неделя эко-моды, Международный фестиваль экологического кино «Зелёный век» и Международный деловой экологический форум. В декабре 2015 году Вторая Российская экологическая неделя прошла в Центральном доме художника на Крымском валу. В 2017 году в рамках Года экологии в России Третья Российская экологическая неделя прошла на Манежной площади.[значимость факта?]
Автор и продюсер проекта «Музей экологического искусства», который стартовал в Москве в сентябре 2014 года. В основе проекта -проведение фотовыставок в открытом городском пространстве. В 2014 году в рамках проекта на Гоголевском бульваре Москвы были представлены 30 избранных работы фестиваля «Дни Арктики». Событием фотовыставки стало представление фотоработы арктической тематики Председателя Правительства РФ Дмитрия Медведева Медведев, Дмитрий Анатольевич. 

## Книги
- «Своя игра: статьи и интервью» (2001 год, издательство «Глагол»)
- Искусство антигламура, или Практическое пособие по дендизму (1-е издание — 2007 г.,издательство «Европейский клуб»; 2-е издание — 2019 г., издательство «Глагол»)
- Беседы в Боголюбовской гостиной (1-й том — 2020 г., 2-й том — 2021 г., издательство «Библио ТВ», Союз писателей Москвы)

## СМИ о Владимире Семёнове
Рецензии на книгу «Искусство антигламура, или Практическое пособие по дендизму»:
- http://www.ng.ru/koncep/2008-02-21/9_dendy.html
- http://vz.ru/culture/2008/2/28/148249.print.html
- http://www.kommersant.ru/doc.aspx?DocsID=827184&NodesID=8